# ملا عبدالرئوف خادم
ملا عبدالرئوف خادم (انگلیسی: Mullah Abdul Rauf Khadim؛ ۱۰ فوریهٔ ۱۹۸۱ – ۹ فوریهٔ ۲۰۱۵) رهبر شورشیان داعش در افغانستان بود که در ۲۰ بهمن ۱۳۹۳ در ولایت هلمند افغانستان توسط نیروی هوایی ایالات متحده آمریکا کشته‌شد.
وی که تا دسامبر ۲۰۰۷ در بازداشتگاه گوانتانامو بازداشت بود، پس از آزادی، به افغانستان بازگشت و به طالبان ملحق شد و تا سال ۲۰۱۴ جزئی از این گروه شبه نظامی بود. وی در سال ۲۰۱۴ از طالبان جدا شد و سازماندهی شاخه افغانستان (ولایت خراسان) داعش را برعهده گرفت.